# ダンフリーズ統監
ダンフリーズ統監（ダンフリーズとうかん、英語: Lord Lieutenant of Dumfries）は、イギリスの官職。統監の1つで、ダンフリーズを担当する。1789年に勃発したフランス革命がヨーロッパ諸国に飛び火するとともに1792年にはスコットランド各地で暴動がおこり、地方政府の対応に不満を感じたイギリス政府は1794年にイングランドの統監職をスコットランドでも常設職として設立した。

## 一覧
- 1794年3月17日 – 1797年：第4代クイーンズベリー公爵ウィリアム・ダグラス[2]
- 1797年11月17日 – 1819年4月20日：ダルキース伯爵チャールズ・モンタギュー＝スコット（のち第4代バクルー公爵、第6代クイーンズベリー公爵）[2]
- 1819年6月8日 – 1837年12月3日：第6代クイーンズベリー侯爵チャールズ・ダグラス[2]
- 1837年12月8日 – 1850年：第7代クイーンズベリー侯爵ジョン・ダグラス[2]
- 1850年8月31日 – 1858年：ドラムランリグ子爵アーチボルド・ダグラス（のち第8代クイーンズベリー侯爵）[2]
- 1858年3月18日 – 1914年11月5日：ダルキース伯爵ウィリアム・モンタギュー・ダグラス・スコット（のち第6代バクルー公爵、第8代クイーンズベリー公爵）[2]
- 1915年1月4日 – 1935年10月19日：第7代バクルー公爵および第9代クイーンズベリー公爵ジョン・モンタギュー・ダグラス・スコット[2]
- 1936年1月29日 – 1945年5月22日：フランシス・ジョン・カーラザース[2]
- 1946年1月14日 – 1949年4月5日：サー・ヒュー・ステュアート・グラッドストン（英語版）[2]
- 1949年7月22日 – 1961年11月1日：サー・ジョン・ゴードン・クラブ[2]
- 1962年3月27日 – 1967年：ジェームズ・スコット＝エリオット（英語版）[2]
- 1967年11月27日 – 1970年1月：サー・アーサー・ブライス・ダンカン[2]
- 1970年1月14日 – 1973年1月：ケネス・マレー・マクコール[2]
- 1973年1月7日 – 1982年：サー・ウィリアム・フランシス・ロバート・ターナー[2]
- 1982年5月5日 – 1988年2月10日：アーサー・ジェームズ・ジャーディン・パターソン[2]
- 1988年8月16日 – 1991年：ジョン・ギャヴィン・ミルン・ヒューム[2]
- 1991年12月16日 – 2006年：ロナルド・チャールズ・カニンガム＝ジャーディン[2][3]
- 2006年8月19日 – 2016年1月19日：ジーン・ダグラス・タロック[2][3]
- 2016年1月19日 – ：フィオナ・アームストロング（英語版）[4]